# Tarzan's Jungle Rebellion
Tarzan's Jungle Rebellion (Brasil: A Revolta de Tarzan ) é um filme norte-americano de 1970, do gênero aventura, dirigido por William Witney e estrelado por Ron Ely e Jason Evers.
Entre 1966 e 1968, a NBC exibiu as duas temporadas da série de TV Tarzan, criada por Sy Weintraub e produzida por Steve Shagan, entre outros.
Tarzan's Jungle Rebellion, tal como exibido nos cinemas, é a fusão das duas partes do episódio da segunda temporada The Blue Stone of Heaven. Essas duas partes foram levadas ao ar pela NBC em 6 de outubro e 13 de outubro de 1967, respectivamente.

## Sinopse
Tarzan ajuda um arqueólogo e sua filha a encontrar a lendária Pedra Azul do Paraíso, na verdade uma estátua perdida numa pirâmide. A relíquia acaba nas mãos do ambicioso Coronel Tatakombi, que procura usá-la para tornar-se ditador das selvas.

## Elenco
| Ator/Atriz         | Personagem |
| ------------------ | ---------- |
| Ron Ely            | Tarzan     |
| Jason Evers        | Ramón      |
| Lloyd Haines       | Matto      |
| Sam Jaffe          | Singleton  |
| Harry Lauter       | Miller     |
| William Marshall   | Tatakombi  |
| Nichelle Nichols   | Ruana      |
| Manuel Padilla Jr. | Jai        |
| Ulla Strömstedt    | Mary       |
| Chuck Wood         | Sargento   |